# Joseph Hubert Reinkens
Joseph Hubert Reinkens (født 1. marts 1821 i Burtscheid, død 4. januar 1896 i Bonn) var en tysk teolog.
Reinkens, der blev teologisk professor i Breslau 1857, blev i juli 1873 af det gammelkatolske parti valgt til Gammelkatolsk biskop og tog Bonn til Residenssted. Han virkede også som forfatter. Han er behandlet i monografier af Willibald Beyschlag, "Bischof Reinkens" (1896), og Joseph Martin Reinkens, "Joseph Hubert Reinkens" (1906).